# ان-آراشیدونویل دوپامین
ان-آراشیدونویل دوپامین (به انگلیسی: N-Arachidonoyl dopamine) یا (NADA) با فرمول شیمیایی C28H41NO3 یک ترکیب شیمیایی است؛ که جرم مولی آن ۴۳۹٫۶۳ گرم بر مول می‌باشد. 
این ترکیب در واقع یک کانابیوئید درونزاد (endocannabinoid) است و مانند شاه‌دانه (Cannabis) بر گیرنده CB1 نورونهای مغزی مؤثر است.